# Pearl Bailey

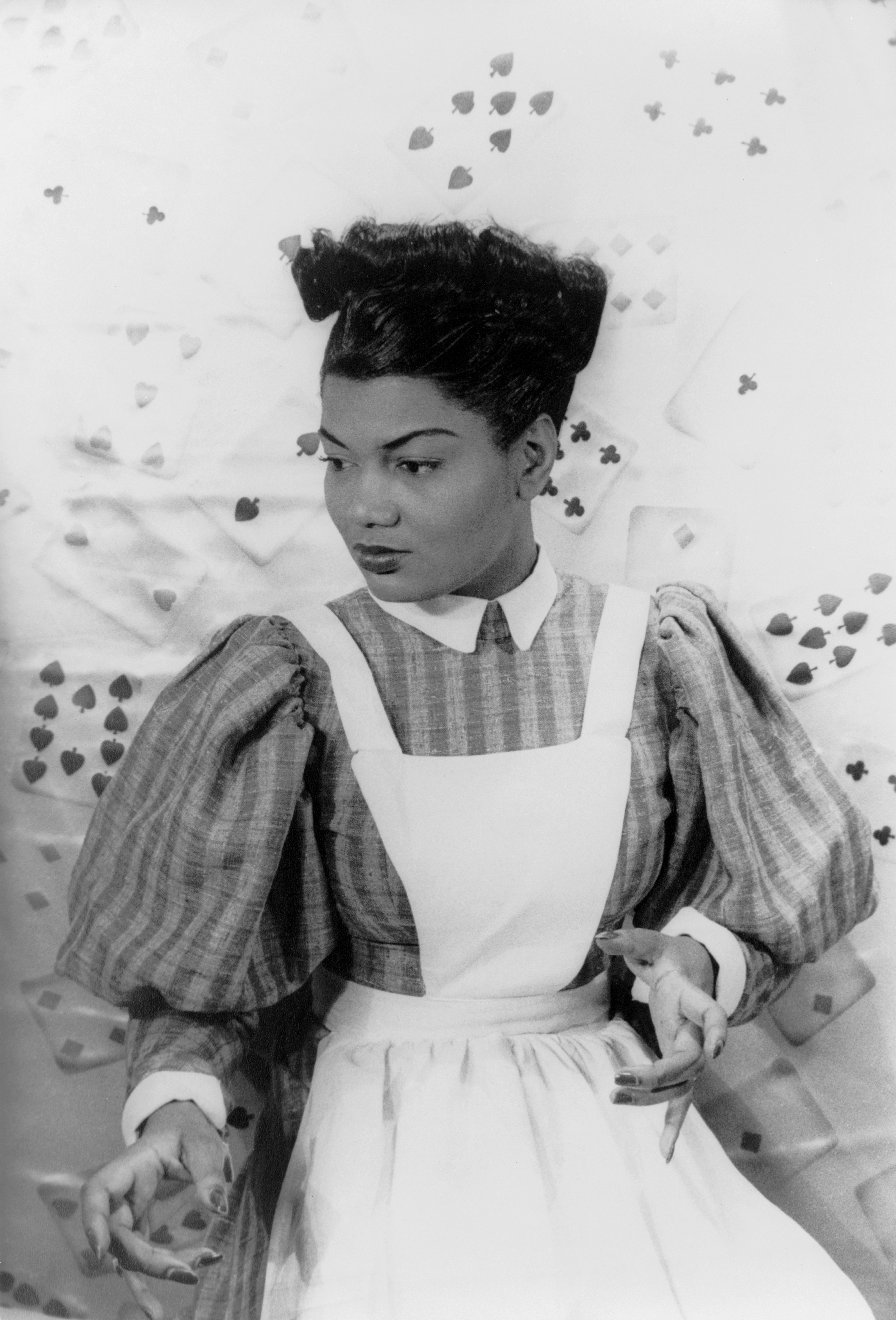
Pearl Bailey 1946 fotografiert von Carl Van Vechten

Pearl Mae Bailey (* 29. März 1918 in Newport News, Virginia; † 17. August 1990 in Philadelphia, Pennsylvania) war eine US-amerikanische Schauspielerin und Sängerin.

## Leben und Wirken
Pearl Bailey sang schon als Kind im Chor der Pfingstgemeinde ihres Vaters. Die Entscheidung für eine Sängerkarriere fiel, als sie 1933 einen Amateurwettbewerb des Perl Theatre in Philadelphia gewann. In den 1940er Jahren war sie Sängerin in verschiedenen Bigbands; 1944 nahm sie „Now I Know“ mit dem Cootie Williams Orchestra auf. Ihre Schauspielkarriere begann 1946, als sie für ihre Rolle in der Komödie St. Louis Woman einen Preis als bester Broadway-Newcomer gewann.
Ein Hit gelang ihr 1952, als ihre Single Takes Two To Tango Platz 7 der US-Charts erreichte und 17 Wochen in den Charts notiert wurde. Es sollte ihr einziger Hit bleiben.
Es folgte 1954 die Rolle der Frankie im Film Carmen Jones neben Harry Belafonte und 1959 die Rolle der Maria in Porgy and Bess neben Sidney Poitier und Dorothy Dandridge. Von 1967 bis 1969 trat sie in ihrer bekanntesten Bühnenrolle in Hello, Dolly! auf, für die sie den Tony Award erhielt. 1971 bis 1972 hatte sie bei der ABC eine eigene Fernsehshow, The Pearl Bailey Show. Später begann sie ein Theologiestudium an der Georgetown University, das sie 1978 mit dem Bachelor abschloss. Sie verfasste auch mehrere Bücher, darunter eine Autobiographie.
Bailey erhielt zahlreiche Auszeichnungen. 1970 ernannte sie Präsident Richard Nixon zu Amerikas Ambassador of Love, 1975 wurde sie Sonderbotschafterin der Vereinten Nationen und 1988 zeichnete sie Ronald Reagan mit der Presidential Medal of Freedom aus. Unter den Präsidenten Gerald Ford, Ronald Reagan und George H. W. Bush war sie amerikanische Goodwill-Botschafterin der Vereinten Nationen. 1976 wurde sie von der Screen Actors Guild für ihren „Einsatz für die Pflege der Ideale der Schauspielkunst“ mit dem Screen Actors Guild Life Achievement Award und 1989 vom Women’s International Center für ihren weltweiten Einsatz für die Menschenrechte ausgezeichnet.
Bailey war von 1948 bis 1952 mit John Randolph Pinkett Jr. und von 1952 bis 1990 mit dem Jazzmusiker Louis Bellson Jr. verheiratet, mit dem sie zwei Kinder bekam.

## Filmografie
- 1947: Mädchen für Hollywood (Variety Girl)
- 1948: Isn’t It Romantic?
- 1954: Carmen Jones
- 1956: Ich heirate meine Frau (That Certain Feeling)
- 1958: St. Louis Blues
- 1959: Porgy und Bess (Porgy and Bess)
- 1960: Früchte einer Leidenschaft (All the Fine Young Cannibals)
- 1966: ABC Stage 67 (Fernsehserie, eine Folge)
- 1970: Der Hausbesitzer (The Landlord)
- 1973: Love, American Style (Fernsehserie, eine Folge)
- 1975: Tubby the Tuba (Stimme)
- 1976: Norman … Is That You?
- 1978: Love Boat (The Love Boat, Fernsehserie, eine Folge)
- 1979: Muppet Show (Staffel 3, Folge 5)
- 1981: Cap und Capper (The Fox and the Hound, Stimme)
- 1982: Jung und Leidenschaftlich – Wie das Leben so spielt (Fernsehserie)
- 1982: The Member of the Wedding (Fernsehfilm)
- 1984–1985: Silver Spoons (Fernsehserie, zwei Folgen)
- 1985: Junge Schicksale (ABC Afterschool Specials, Fernsehserie, eine Folge)
- 1989: Peter Gunn, Privatdetektiv (Peter Gunn, Fernsehfilm)

## Theater
- St. Louis Woman (1946) (Broadway)
- Arms and the Girl (1950) (Broadway)
- Bless You All (1950) (Broadway)
- House of Flowers (1954) (Broadway)
- Les Poupées de Paris (1962) (Off-Broadway) (voice only)
- Call Me Madam (1966) (Melodyland Theater)
- Hello, Dolly! (1967) 
 (Broadway and US national tour)
- Hello, Dolly! (1975) (Broadway)[4]